# Lycalopex vetulus
Lycalopex vetulus (Сива лисиця або Зорро сивий) — вид родини Canidae (псові) роду Lycalopex (зорро).

## Поширення
Lycalopex vetulus в проживанні обмежується бразильськими Серрадо, але легко адаптується до багатих на комах пасовищ і областей сільського господарства (сої, рису, кукурудзи, плантації евкаліпта). Рідко спостерігається в густих лісах Серрадо, заплавах, сухих або галерейних лісах.

## Морфологія
Морфометрія. Самці: довжина голови й тіла: 490—715 мм, довжина хвоста: 270—380 мм, довжина вух: 60—76 мм, вага: 2,5—4,0 кг. Самиці: довжина голови й тіла: 510—660 мм, довжина хвоста: (250—310 мм, довжина вух: 60—75 мм, вага: 3,0—3,6 кг.
Опис. Струнка тварина з відносно короткою, гострою мордочкою і великими вухами. Колір хутра змінний: верхні частини тіла блідо-сірі, в той час як низ (а також шия, груди і клапті за вухами), як правило, від коричнювато-жовтого до каштанового. Основа і кінець хвоста майже чорні. Зубна формула: I 3/3, C 1/1, P 4/4, M 2/3 = 42. 

## Поведінка
У першу чергу веде нічний спосіб життя. Полюють, як правило, поодинці, але можуть також парами з неповнолітніми нащадками або без них. Дитинчата споживають комах з віку, принаймні в два місяці. Моногамний.
Харчування. Всеїдний, хоча раціон складається переважно з комах, зокрема, наземно-живучих термітів (Synthermes і Cornitermes). Поживою також є дрібні ссавці, коники, птахи і рептилії. Літаючих комах можуть ловити в польоті. Немає ніяких доказів, що сивий зорро полює на домашніх тварин або домашню птицю, незважаючи на їх часту безпосередню близькість до людського житла.
Міжвидові відносини. Їх націленість на комах дозволяє їм добре співіснувати з іншими симпатричними псовими, таких як майконг (Cerdocyon thous) і гривистий вовк (Chrysocyon brachyurus). Вороги — великі хижі птахи, пуми, люди, які вбивають їх без розбору, як хижаків домашньої птиці, хоча вони такими не є. Свійські собаки також несуть відповідальність за смерть дитинчат, коли нори розташовані в приміських районах. 

## Життєвий цикл
У дикій природі самиці народжують по 4—5 малюків раз на рік протягом липня і серпня. У неволі теж дітонародження відбувається раз на рік, але народжується 3—4 малят. Точний період вагітності не відомий, але спарювання відбувається в кінці травня / на початку червня, тому можна припустити, вагітність триває подібно до інших членів родини (53—60 днів). Діти народжуються в покинутих норах броненосців, зокрема, жовтого броненосця (Euphractus sexcinctus). Потомство виховується самцем і самицею. Після відлучення від молока, гендерні ролі змінюються: самиця істотно знижує контакти з дітьми, у той час як самець залишається з дітьми, супроводжуючи їх під час полювання на комах недалеко від нори. Розрахунковий період лактації в дикій природі складає три місяці. Молодь обох статей розходиться в травні, в 9—10 місяців і може оселитися на сусідній з батьківською території.

## Загрози та охорона
Основний біом проживання сивого зорро, Серрадо, руйнується із швидкістю 3% на рік, однак схоже вид адаптується до пасовищ худоби багатих термітами і скарабеоїдними жуками (Scarabaeoidea). Зустрічається в багатьох охоронних територіях по всьому ареалу.

## Виноски
1. ↑  Don E. Wilson, DeeAnn M. Reeder Mammal species of the world: a taxonomic and geographic reference, Vol. 1 — JHU Press, 2005, p. 580
2. 1 2 3  Вебсайт МСОП
3. 1 2  J. Dalponte and O. Courtenay Hoary fox Pseudalopex vetulus (Lund, 1842) / Canids: Foxes, Wolves, Jackals and Dogs — IUCN, 2004, pp. 62-76